# یاووو روگ
یاووو روگ (به لاتین: Jałowy Róg) یک روستا در لهستان است که در گمینا پواسکا واقع شده‌است.